# هولو
هولو (بالإنجليزية: Hulu) شركة أمريكية مزودة لخدمة بث البرامج التلفزيونية والأفلام عبر الإنترنت (فيديو حسب الطلب). يتمكن مشتركو هولو من مشاهدة مسلسلات بدقة عالية (HD) من قنوات مثل ABC، CW، Fox وNBC في اليوم التالي بعد عرضها على القناة الاصلية. يقدم هولو خدمته باشتراك شهري يمكن استخدامه على أجهزة الكمبيوتر المحمول، أجهزة ألعاب الفيديو المتصلة بالانترنت، الهواتف الذكية، الأجهزة اللوحية، شاشات التلفاز وأجهزة أخرى.
منذ 2016، توفرت خدمة هولو فقط في مناطق الولايات المتحدة واليابان. يُحظر المستخدمين من المناطق الأخرى عن طريق «عنوان آي بي» الخاص بهم الذي يحدد مكانهم. يقدم هولو معظم فديوهاتهُ بصيغة فلاش فديو متوفرة بوضوح 480p، 360p، 288p وفي بعض الأحيان 720p. كما يقدم هولو تراخيص ويب لعدة شركات مثل XifinityTV، Myspace، MSN، Google، AOL و!ياهو!.
هولو شركة فرعية من شركة هولو ذ.م.م، التي تملكها مجموعة Disney-ABC التلفزيونية (شركة والت ديزني)، شبكة فوكس التلفزيونية ومجموعة NBCUniversal التلفزيونية.

## الاسم
يأتي اسم هولو من كلمتين بلغة الماندرين الأول هو (húlú 葫芦 / 葫蘆)؛ كالاباش بمعنى «القرع» و (hùlù 互 录 / 互 錄) بمعنى «التسجيل التفاعلي». توضح مدونة الشركة:
في لغة الماندرين، لدى Hulu معنيين مثيران للاهتمام، كل منهما وثيق الصلة بمهمتنا. كان المعنى الأساسي يهمنا لأنه استخدم في مثل صيني قديم وصف هولو بأنه حامل الأشياء الثمينة.الكلمة تترجم حرفيا إلى «القرع» وفي العصور القديمة كان القرع يجوف لكي يستخدم لحفظ الأشياء الثمينة. المعنى الثانوي هو «التسجيل التفاعلي». رأينا كلا التعريفين مناسبين وملائمين للغاية لمهمة هولو.

## تاريخ الشركة
أُسست هولو من قبل كل من بيث كوستوك وجيسن كيلار. أعلن عن المشروع في مارس 2006 وعُين كيلار رئيساً تنفيذياً للشركة. واختير اسم هولو في اواخر أغسطس، 2007، أطلق هولو للعامة في الولايات المتحدة في 12 مارس، 2008.
بدأت هولو بحملة إعلانية خلال بث قناة «NBC» لنهائي دوري كرة القدم الأمريكية «السوبر بول» ظهر فيها اليك بالدوين. وظهر عدة مشاهير أُخر في إعلانات هولو مثل إليزا دوشكو، سيث ماكفارلن، دينيس ليري وويل ارنيت.

## الأجهزة المدعومة
يتمكن مشتركي هولو من مشاهدة البرامج المتوفرة عبر الخدمة عن طريق استخدام متصفح الإنترنت والولوج للموقع أو عن طريق تنزيل تطبيق هولو المتوفر على العديد من الأجهزة الذكية المتصلة على الإنترنت.
- الهواتف الذكية: يتوفر تطبيق هولو على الهواتف الذكية التي تعمل بنظام (أندرويد، iOS وويندوز فون).
- شاشات التلفاز الذكية (Smart TV).
- أجهزة ألعاب الفديو: بلاي ستيشن، إكس بوكس و (وي).

## البرامج والمسلسلات

### برامج أصلية
منذ 17 يناير، 2011، بدأ هولو بعرض برنامج «صباح اليوم التالي» برنامج اخبار الثقافة الشعبية، يقدم البرنامج براين كيميت وجينجر غونزاغا. ويعد أول برنامج تقوم بإنتاجه الشركة.
بعد برنامج «صباح اليوم التالي» أنتجت الشركة عدة برامج أصلية مثل المسلسل الوثائقي-الساخر «أرض المعركة» ومسلسل الدراما-الخيال العلمي «11.22.63».

مسلسل ساوث بارك

- 2015: عفوي
- 2016: 11.22.63
- 2016: المسار
- 2018: خفيف كالريشة

### ساوث بارك
في 12 يوليو، 2014، وقعت هولو على عقداً لشراء حقوق البث على الإنترنت مدته ثلاث سنين لمسلسل الرسوم المتحركة الكوميدي «ساوث بارك»، واستطاع المشاهدين خارج الولايات المتحدة متابعة المسلسل عبر مشغل الفديو في موقع المسلسل القديم. يستطيع مشتركي الموقع مشاهدة جميع حلقات المسلسل.

## وصلات خارجية
- الموقع الرسمي